# Kazimierz Babian
Kazimierz Babian (tudi rusko Казимир Андреевич Бабьян; Kazimir Andrejevič Babian), poljski general, * 1895, † 1965.